# Leopold Fritz
Leopold Fritz (8. listopadu 1813 Třešť – 2. srpna 1895 Jihlava) byl rakouský lékař a politik německého původu ale hlásící se k českému národnímu hnutí z Moravy, poslanec Moravského zemského sněmu.

## Biografie
Narodil se v myslivně Poušť u města Třešť. Pocházel z etnicky německé rodiny. Vystudoval triviální školu v Třešti, jihlavské gymnázium a pak studoval na Karlo-Ferdinandově univerzitě v Praze, zpočátku práva, po dvou letech přestoupil na studium medicíny. Na doktora lékařství byl promován v prosinci 1836. Jeho spolužákem byl Josef Hamerník. Během studií ho ovlivnilo české národní hnutí a začal ho podporovat. Po škole se usídlil v Jihlavě a provozoval zde ordinanci. Podporoval českou menšinu v Jihlavě. Roku 1845 spoluzakládal českou čítárnu. Od roku 1849 byl členem Moravské národní jednoty, od roku 1858 místopředsedou Okresního zemědělského spolku. Na počátku 50. let krátce vyučoval český jazyk na jihlavském gymnáziu. V období let 1850–1851 zasedal v jihlavském městském výboru. Podle jiného zdroje byl členem městského výboru od roku 1851 až do roku 1881, přičemž do roku 1865 byl i členem městské rady. Roku 1859 založil Hospodářský spolek jihlavský a působil coby jeho předseda. Během návštěvy císaře v Jihlavě roku 1866 požádal panovníka o národnostní rovnoprávnost v místním školství a o vznik české střední školy. Inicioval vznik jihlavské Besedy (založena roku 1871, Fritz byl jejím místopředsedou). Roku 1882 tomuto spolku věnoval 10 000 zlatých na vybudování české školy v Jihlavě. Roku 1900 pak daroval 10 000 zlatých na zbudování české opatrovny v Jihlavě. Město Jihlava mu roku 1875 udělilo čestné občanství. Jazykově si zachoval své německé kořeny. Roku 1888 mu byl udělen Řád Františka Josefa. Získal také Zlatý záslužný kříž s korunou. V roce 1891 se stal čestným členem Ústřední matice školské v Praze. Od roku 1881 byl předsedou jihlavské pobočky Ústřední matice školské. Byl autorem několika lékařských publikací.
Zapojil se i do vysoké politiky. V zemských volbách roku 1861 byl zvolen na Moravský zemský sněm, kde zastupoval kurii venkovských obcí, obvod Velké Meziříčí, Třebíč. Rezignoval roku 1862. Patřil k federalisticko-české straně (Moravská národní strana, staročeská).
Zemřel v srpnu 1895.